# 明石家ウケんねん物語
『明石家ウケんねん物語』（あかしやウケんねんものがたり）は、2001年10月17日から2002年3月20日まで、フジテレビ系列局で放送されていたフジテレビ制作のバラエティ番組である。

## 番組概要
2001年9月まで放送されていた明石家さんま司会の『明石家マンション物語』をリニューアルした番組。番組の方向性自体は受け継いだものの、コーナーは総入れ替えとなったためタイトルを変更した。しかし視聴率が1桁台に低迷し半年で終了することとなった。
後番組は、同じ水曜日の23時台に放送されていた『ココリコミラクルタイプ』を内包した『水10!』。

## 出演者
- 明石家さんま
- 今田耕司
- バッテリー幸治（東野幸治）
- ココリコ（遠藤章造・田中直樹）
- YOU
- 村上ショージ
- ラサール石井
- 関根勤
- 小堺一機（鈴木宗男のモノマネで）
- 清水ミチコ（田中眞紀子のモノマネで）
- 山口智充（DonDokoDon）
- 土田晃之
- くりぃむしちゅー（有田哲平・上田晋也）
- 土井よしお
- 中川家（礼二・剛）
- 伽代子
- 折原みか
- ウケんねん娘。 - 『ASAYAN』のパロディ企画で募られた素人バラエティタレント予備軍（もしくはただ面白い女性）。番組スタート直後は放送時間の大半が彼女たちのオーディションに費やされた。

## 主なコーナー
ちっちゃい奴見つけた
明石家さんま・今田耕司・バッテリー幸治・田中直樹・土田晃之が「ちっちゃい鳥」に扮し、ちっちゃい奴（ゲスト）を見つけて容赦なくツッコむ。
レギュラー放送終了後の2002年4月6日の『めちゃ2イケてるッ!絶対泣けねえと思ってたのになあスペシャル』で一夜限りの復活を果たし、極楽とんぼ（当時）の加藤浩次が餌食となった。
ムカつく念
僧侶スタイルで、「ねんねんねんねんムカつく念」の後に､ムカつくことを暴露するというもの。なお、ムカつき滝には3人の犠牲者が登場する。3人のうち2人が大量の水を浴びる羽目に。
UKEYAN、ウケんねん娘のお笑い修行
メインキャラであるお笑い怪獣に扮したさんまが、未来のバラエティタレントを見つけようとした番組が『UKEYAN』、その中で作られたユニット「ウケんねん娘。」が、あいうえお作文等の大喜利のお題に挑んだ。コーナー自体が不評だったこともあり、メンバー誰一人タレントとしてデビューする事なく終了した。

## ネット局
青森テレビ・テレビ山梨・山口朝日放送・テレビ山口以外はフジテレビ系列局。
| 放送対象地域  | 放送局             | 系列                                         | ネット形態 | 備考                        |
| ------------- | ------------------ | -------------------------------------------- | ---------- | --------------------------- |
| 関東広域圏    | フジテレビ         | フジテレビ系列                               | 制作局     |                             |
| 北海道        | 北海道文化放送     | フジテレビ系列                               | 同時ネット |                             |
| 青森県        | 青森テレビ         | TBS系列                                      | 遅れネット |                             |
| 岩手県        | 岩手めんこいテレビ | フジテレビ系列                               | 同時ネット |                             |
| 宮城県        | 仙台放送           | フジテレビ系列                               | 同時ネット |                             |
| 秋田県        | 秋田テレビ         | フジテレビ系列                               | 同時ネット |                             |
| 山形県        | さくらんぼテレビ   | フジテレビ系列                               | 同時ネット |                             |
| 福島県        | 福島テレビ         | フジテレビ系列                               | 同時ネット |                             |
| 新潟県        | 新潟総合テレビ     | フジテレビ系列                               | 同時ネット |                             |
| 長野県        | 長野放送           | フジテレビ系列                               | 同時ネット |                             |
| 山梨県        | テレビ山梨         | TBS系列                                      | 遅れネット |                             |
| 静岡県        | テレビ静岡         | フジテレビ系列                               | 同時ネット |                             |
| 富山県        | 富山テレビ         | フジテレビ系列                               | 同時ネット |                             |
| 石川県        | 石川テレビ         | フジテレビ系列                               | 同時ネット |                             |
| 福井県        | 福井テレビ         | フジテレビ系列                               | 同時ネット |                             |
| 中京広域圏    | 東海テレビ         | フジテレビ系列                               | 同時ネット |                             |
| 近畿広域圏    | 関西テレビ         | フジテレビ系列                               | 同時ネット |                             |
| 島根県 鳥取県 | 山陰中央テレビ     | フジテレビ系列                               | 同時ネット |                             |
| 広島県        | テレビ新広島       | フジテレビ系列                               | 同時ネット |                             |
| 山口県        | 山口朝日放送       | テレビ朝日系列                               | 遅れネット | 2003年10月から2004年9月まで |
| 山口県        | テレビ山口         | TBS系列                                      | 遅れネット | 2005年1月から               |
| 岡山県 香川県 | 岡山放送           | フジテレビ系列                               | 同時ネット |                             |
| 愛媛県        | テレビ愛媛         | フジテレビ系列                               | 同時ネット |                             |
| 高知県        | 高知さんさんテレビ | フジテレビ系列                               | 同時ネット |                             |
| 福岡県        | テレビ西日本       | フジテレビ系列                               | 同時ネット |                             |
| 佐賀県        | サガテレビ         | フジテレビ系列                               | 同時ネット |                             |
| 長崎県        | テレビ長崎         | フジテレビ系列                               | 同時ネット |                             |
| 熊本県        | テレビ熊本         | フジテレビ系列                               | 同時ネット |                             |
| 大分県        | テレビ大分         | 日本テレビ系列 フジテレビ系列                | 遅れネット |                             |
| 宮崎県        | テレビ宮崎         | フジテレビ系列 日本テレビ系列 テレビ朝日系列 | 同時ネット |                             |
| 鹿児島県      | 鹿児島テレビ       | フジテレビ系列                               | 同時ネット |                             |
| 沖縄県        | 沖縄テレビ         | フジテレビ系列                               | 同時ネット |                             |

## スタッフ
- 構成：大岩賞介、詩村博史、高橋秀樹、藤沢めぐみ、下等ひろき〔現：加藤裕己〕、川原慶太郎、三木聡、松井洋介、福原フトシ、石原健次、渡辺鐘、柏木克紀、田中到
- 美術制作：小須田和彦、行武直高
- デザイン：山本修身
- 美術進行：村瀬大、吉田敬
- 大道具：中山寛之
- 装飾：佐々木伸夫
- 持道具：山田裕紀
- 衣裳：城戸政人
- メイク：高梨由美子
- かつら：落合政弘
- 視覚効果：坂井郁美
- 電飾：宇塚敏明
- アクリル装飾：熊谷好恵
- 生花装飾：藤生由紀
- 植木装飾：広田明
- タイトル：山形憲一
- 特殊美術：佐藤和良、山根幸彦
- 特殊装置：森山武
- 技術：岩沢忠夫
- カメラ：高田治
- 映像：瀧本恵司
- 照明：嶺岸一彦
- 音声：杉山直樹
- 音響効果：大久保吉久
- 音楽：門司肇
- CG：上田謙、渡川豊也、中村百合子、岡本英士
- 編集：今井克彦、瓜田利昭
- MA：石川英男
- ペイント：小島由紀
- AP：北口富紀子
- ディレクター：豊島浩行、渡辺琢、小松純也（初期）、遠藤達也（初期）／三宅恵介
- プロデューサー：加茂裕治
- 技術協力：ニユーテレス、FLT、D-Craft、IMAGICA、3×7
- 制作：フジテレビ第二制作部
- 制作著作：フジテレビ